# Organomangaanchemie
In de organomangaanchemie worden verbindingen bestudeerd waarin een directe binding voorkomt tussen koolstof en mangaan.  Zowel de synthese, reacties als technische toepassingen van deze verbindingen vormen het studiegebied van de organomangaanchemie.  Mangaan is een metaal, dus de organomangaanchemie is een subdiscipline van de organometaalchemie. Mangaan is een veelvoorkomend, weinig toxisch en goedkoop element, alleen ijzer scoort beter op deze punten.  Organomangaanverbindingen lijken daarmee grote mogelijkheden te bieden als reagens, katalysator, en zo voort. Deze verwachtingen worden, ondanks uitgebreide research, nu (2011) nog niet waargemaakt.
De eerste organomangaanverbindingen zijn in 1937 gesynthetiseerd door Gilman en Bailee, uitgaande van fenyllithium en mangaan(II)jodide, waarbij fenylmangaanjodide (PhMnI) en difenylmangaan (Ph2Mn) ontstonden.  
De reactiviteit van de organomangaanverbindingen is vergelijkbaar met die van organomagnesium- en organozinkverbindingen. De elektronegativiteit van mangaan  (1.55) is vergelijkbaar met die van magnesium (1.55) en zink (1.65), waardoor het koolstofatoom (EN = 2,55) negatief geladen en dus nucleofiel wordt. Ook de elektrodepotentiaal van mangaan ligt tussen die van magnesium en zink.  Het voornaamste nadeel van organomangaanverbindingen is dat ze lastig direct uit het metaal te synthetiseren zijn.

## Synthese
Een algemene syntheseroutes voor organomangaanverbindingen wordt gevormd door transmetallatie. Organomangaanverbindingen kunnen verkregen worden uit mangaan(II)halogenides en organolithium- of organomagnesiumverbindingen:
RM + MnX2 → 2RMnX + MX
Het benodigde mangaan(II)jodide kan in situ gemaakt worden uit mangaan en jood.  Di-ethylether is daarbij het oplosmiddel.  Indien het organische reagens in overmaat wordt toegevoegd, ontstaat de diorganomangaanverbinding.
2RM + MnX2 → R2Mn + 2MX
Organomanganaten (de zogenaamde aatcomplexen) vormen de meest stabiele verbindingen:
3RM + MnX2 → R3MnX + 2MX
4RM + MnX2 → R4MnX2 + 2MX
De organomangaanverbindingen worden doorgaans in THF gemaakt. In dit oplosmiddel vindt via complexering stabilisatie plaats. Zelfs dan moeten veel van de verbindingen op lage temperatuur gehouden worden. Als de substituenten aan mangaan bestaan uit eenvoudige alkylgroepen treedt, via beta-hydride-eliminatie ontleding op tot een mengsel van alkanen en alkenen.

### Derivaten van Mn2(CO)10
Veel organomangaanverbindingen zijn afgeleid van decacarbonyldimangaan, Mn2(CO)10. Via bromering, gevolgd door reductie worden BrMn(CO)5 en LiMn(CO)5 verkregen. Op basis van deze stoffen kunnen vervolgens de alkyl-, aryl- en acylderivaten verkregen worden:
BrMn(CO)5  +  RLi  →  RMn(CO)5  +  LiBr
LiMn(CO)5  +  RC(O)Cl  →  RC(O)Mn(CO)5  +  LiCl
RMn(CO)5  +  CO  →  RC(O)Mn(CO)5
De reactiviteit van de verbinding is vergelijkbaar met die van het vaker toegepaste cyclopentadienylijzerdicarbonyl dimeer.
BrMn(CO)5, formeel een Mn(I)verbinding, is de uitgangsstof voor een groot aantal aromatische complexen:
BrMn(CO)5  +  Ag+  +  C6R6  →  [Mn(CO)3(C6R6)]+  +  AgBr  +  2 CO
Deze positief geladen halve sandwichverbindingen zijn gevoelig voor nucleofiele substitutie en geven dan aanleiding tot derivaten van cyclohexadieen. Uiteindelijk kunnen deze omgezet worden in gesubstitueerde aromaten.

## Reacties
Organomangaanhalogeniden reageren met aldehyden en ketonen tot alcoholen, met koolstofdioxide tot carbonzuren (waarbij hogere - of minder lage - temperaturen gebruikt kunnen worden dan bij de overeenkomstige RLi- of RMgBr-verbindingen mogelijk zijn).  Met zwaveldioxide en isocyanaten gedragen de mangaanverbindingen zich als zachte Grignard-reagentia.  Organomangaanverbindingen reageren niet met esters, nitrilen of amiden. De reacties van organomangaanverbindingen zijn gevoeliger voor sterische dan voor elektronische effecten.
Met acylhalogeniden reageert RMnX tot de overeenkomstige ketonen. Omdat de reactie een hoge mate van chemoselectiviteit vertoont wordt hij vaak in de organische synthese toegepast.
Met een aantal mangaanamiden van het type RR1NMnR2 kunnen ketonen gedeprotoneerd worden waarbij mangaanenolaten ontstaan. Transmetallatie van lithium-, natrium-, kalium- of magnesium-enolaten met mangaanhalogeniden leidt ook tot mangaanenolaten.  De reactiviteit van de enolaten is vergelijkbaar met die van de lithiumenolaten: met silylchloriden ontstaan silylethers, met alkylhalogeniden ontstaan α-gealkyleerde ketonen en de reactie met aldehyden leidt tot β-keto-alcoholen.

Mangaanhalogeniden worden ook ingezet bij koppelingsreacties met organotin- en Grignardreagentia.  Intermediaire organomangaanverbindingen spelen tijdens de reactie een belangrijke rol. Op vergelijkbare wijze spelen Pd-, Ni-, Cu- en Fe-verbindingen een rol in koppelingsreacties van organomangaanverbindingen.

### Geactiveerd mangaan
Commercieel verkrijgbaar mangaanpoeder is niet geschikt voor de synthese van organomangaanverbindingen. In 1996 introduceerde Rieke geactiveerd mangaan, verkregen via de reactie van watervrij mangaan(II)chloride met metallisch lithium in een oplossing van een katalytische hoeveelheid naftaleen en THF als oplosmiddel. Met andere reductoren als kaliumgrafiet en magnesium kan de reactie ook uitgevoerd worden. Geactiveerd mangaan speelt een rol in de mangaanversie van de Barbier-reactie en de pinacolkoppeling.

## Verbindingen met hogere valenties
Er zijn verschillende organomangaanverbindingen met de valentie +3 of +4 bekend. De eerste van de deze groep verbindingen werd in 1972 beschreven: Mn(nor)4 waarin vier norbornaangroepen aan mangaan gebonden zijn. In 1992 werd het octaëdrisch complex hexamethylmangaan, Mn(IV)(Me)6−2, beschreven uitgaande van MnMe4(PMe3) en methyllithium, gevolgd door toevoeging van TMED.

## Toepassingen
Methylcyclopentadienylmangaantricarbonyl is een halve sandwichverbinding die wordt toegepast als brandstofadditief voor benzine.

## Navigatie
Navigatie Koolstof-elementbinding